# Kaiserbrief
Kaiserbrief nennt man ein Schreiben aus dem Jahr 1870. Darin boten die Fürsten in Deutschland dem preußischen König und Inhaber des norddeutschen Bundespräsidiums, Wilhelm I., die Krone eines Deutschen Kaisers an. Anlass war der bevorstehende Beitritt der süddeutschen Staaten zum Norddeutschen Bund.
Das Schreiben wurde vom norddeutschen Bundeskanzler Otto von Bismarck am 27. November 1870 aufgesetzt und durch Ludwig II. (geb. 1845, reg. 1864–1886) am 30. November 1870 unterzeichnet. Ludwig war als bayerischer König der ranghöchste deutsche Monarch nach dem preußischen König selbst. Den Kaiserbrief übergab Ludwigs Onkel, Prinz Luitpold von Bayern, der spätere Prinzregent (1886–1912), dem preußischen König am 3. Dezember 1870 persönlich. Der Brief sollte dabei helfen, den zögerlichen Wilhelm zur Annahme des Titels zu bewegen und dem Titel höhere Legitimation verleihen.
Verfassungsrechtlich bedeutsam war jedoch nur ein Beschluss von Reichstag und Bundesrat des Norddeutschen Bundes. Der Beschluss vom 9. bzw. 10. Dezember gab dem preußischen König den Kaisertitel und dem gemeinsamen Bundesstaat den Namen Deutsches Reich. Nach dem Beschluss reiste eine Kaiserdeputation nach Versailles, also eine Gruppe von Reichstagsabgeordneten. Am 18. Dezember akzeptierte Wilhelm die ihm von beiden Seiten angetragene Würde. Die Verfassungsänderung trat am 1. Januar in Kraft, am 18. Januar wurde Wilhelm im Spiegelsaal von Versailles in das Amt eingeführt (noch während des Deutsch-Französischen Krieges).

## Auszug aus dem Inhalt
„Nach dem Beitritte Süddeutschlands zum deutschen Verfassungsbündnis werden Ew. Majestät übertragenen Präsidialrechte über alle deutschen Staaten sich erstrecken. Ich habe mich zu deren Vereinigung in einer Hand in der Überzeugung bereit erklärt, daß dadurch den Gesamtinteressen des deutschen Vaterlandes und seiner verbündeten Fürsten entsprochen werde, zugleich aber in dem Vertrauen, daß die dem Bundespräsidium nach der Verfassung zustehenden Rechte durch Wiederherstellung eines deutschen Reiches und der deutschen Kaiserwürde als Rechte bezeichnet werden, welche Ew. Majestät im Namen des gesamten deutschen Vaterlandes aufgrund der Einigung seiner Fürsten ausüben. Ich habe mich daher an die deutschen Fürsten mit dem Vorschlage gewendet, gemeinschaftlich mit mir bei Ew. Majestät in Anregung zu bringen, daß die Ausübung der Präsidialrechte des Bundes mit Führung des Titels eines deutschen Kaisers verbunden werde.“

## Veranlassung des Briefes

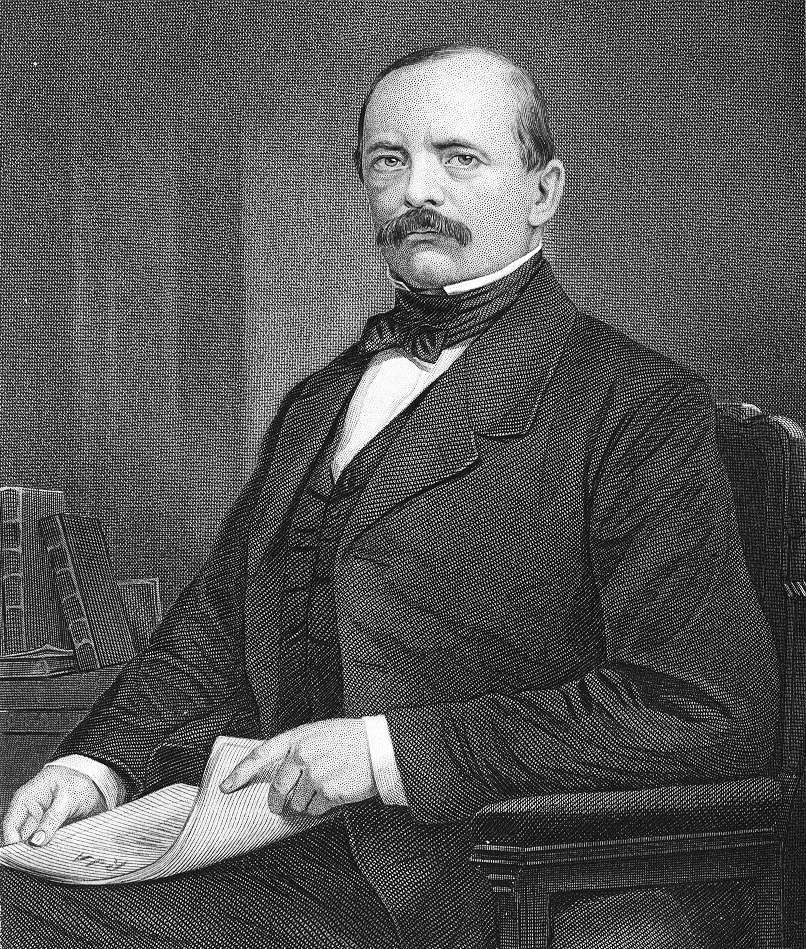
Otto von Bismarck, 1873

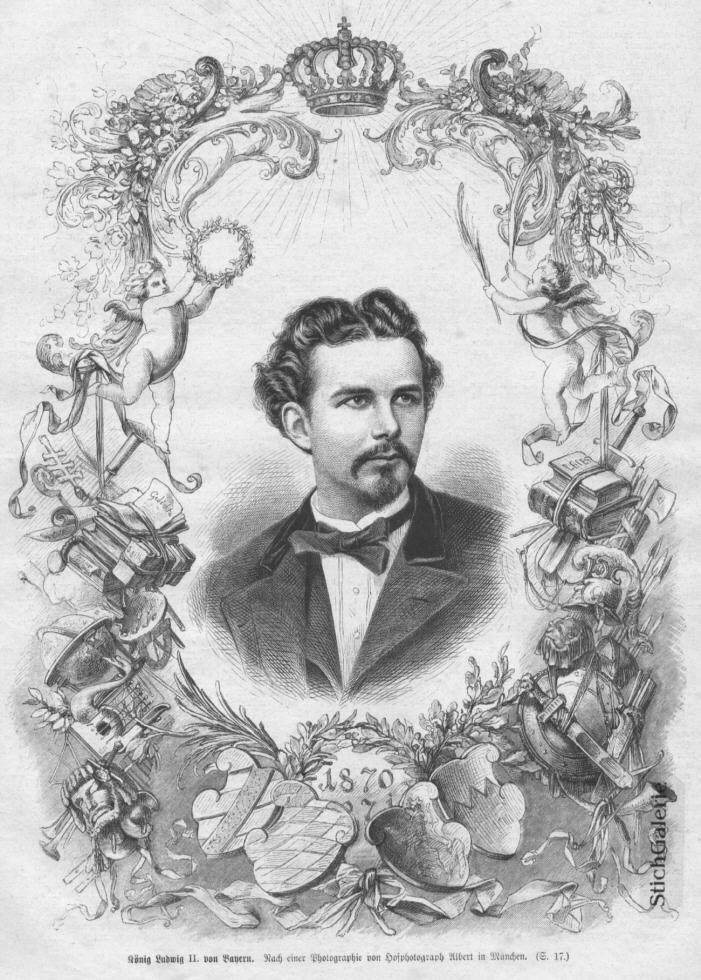
Ludwig II., 1870

Wenn auch die historischen Umstände, die diesen Brief zustande kommen ließen, mittlerweile weitgehend geklärt sind, so ist deren Deutung nach wie vor sehr strittig. Denn dieses für die Gründung des Deutschen Reiches bedeutsame Dokument könnte durchaus als Ergebnis eines staatsrechtlich zweifelhaften Verhaltens.

### Wilhelms Zögern
Wilhelm I. übernahm den Titel eines deutschen Kaisers nur sehr zögerlich, da er den preußischen Königstitel für alt, einen Kaisertitel allerdings für künstlich erachtete. Ihrerseits waren die süddeutschen Fürsten nicht unbedingt bereit, Wilhelms Wunsch, sich „Kaiser von Deutschland“ zu nennen, zu akzeptieren, da sie keinen neuen Souverän über sich anerkennen wollten. Schließlich war es sowohl Wilhelms wie auch Bismarcks Anliegen, den Akt der Verleihung und Begründung der neuen Würde als einen der deutschen Fürsten und nicht der Parlamente erscheinen zu lassen.
Noch deutlich war in Erinnerung, dass 22 Jahre zuvor (1848) Wilhelms Bruder und Vorgänger Friedrich Wilhelm IV. die damalige Kaiserdeputation, die ihm im Auftrag der Frankfurter Nationalversammlung die Kaiserkrone für ein kleindeutsches Reich angetragen hatte, mit der Begründung zurückgewiesen hatte, dass er diese Krone nicht ohne „das freie Einverständnis der gekrönten Häupter, der Fürsten und der freien Städte Deutschlands“ annehmen könne, da er kein geborener Kaiser war.
Bismarck konnte daher Wilhelms Zustimmung nur gewinnen, wenn ihn die deutschen Fürsten und freien Städte baten, die Kaiserkrone, „die alte, legitime, seit 1806 ruhende Krone deutscher Nation“, wie Wilhelm sie an anderer Stelle beschrieben hatte, anzunehmen. Dies wiederum konnte nur durch den König von Bayern geschehen, da er – nach dem König von Preußen – als der ranghöchste der Fürsten in Kleindeutschland galt.

### Ludwigs Gegnerschaft zu Preußen
Ludwig II., seit 1864 König, war aber ein Anhänger der Großdeutschen Lösung, einer deutschen Einigung unter Einschluss Österreichs und damit auch unter Führung des österreichischen Kaisers, zudem und vor allem unter voller Wahrung der bayerischen Souveränität. Er hatte die Niederlage im Preußisch-Österreichischen Krieg von 1866, in dem Bayern zusammen mit Sachsen, Baden, Württemberg, Hannover, Hessen-Darmstadt, Kurhessen und Nassau als Verbündete an Österreichs Seite gestanden hatte, nicht verwunden. Bayern musste Preußen 30 Millionen Gulden Entschädigung zahlen und sein Heer im Kriegsfalle preußischem Oberbefehl unterstellen (Schutz- und Trutzbündnisse).
Unter diesem Oberbefehl waren 55.000 bayerische Soldaten 1870, von dem preußischen Prinzen Friedrich Wilhelm angeführt, in den Krieg mit Frankreich gezogen; Ludwig hatte sich geweigert, die Führung zu übernehmen. Ebenso war er den Siegesfeiern in Versailles ferngeblieben und hatte das an ihn auch seitens der eigenen Regierung und im Auftrage Bismarcks herangetragene Ansinnen, den preußischen König zum deutschen Kaiser zu machen, abgelehnt. Seine Regierung hatte indessen ohne seine Zustimmung bereits den Beitritt zum Deutschen Reich angekündigt, während Ludwig noch Frankreichs Kriegsverluste beklagte.

### Ludwigs finanzielle Probleme
Ludwig war von Anbeginn weniger an Regierungsgeschäften als an einer vor allem repräsentativen Darstellung seines Königtums in Kultur und Architektur interessiert. Ludwigs Schlösser belasteten seine privaten Finanzen bis aufs Äußerste. Fürst Eulenberg-Hertefeld, Sekretär des preußischen Botschafters in München, schilderte, wie der König die Staatsfinanzen zerrüttet habe und auch privat versuche, Geld von allen möglichen Seiten zu erhalten, wie ein Darlehen über 20 Millionen Gulden vom Fürsten von Thurn und Taxis. Auch habe er den österreichischen Kaiser, die Könige von Belgien und Schweden, sogar den (türkischen) Sultan und den Schah von Persien um Geld gebeten.

## Absprachen zum Kaiserbrief

### Telegramm von Graf Werthern
Bismarck, aber auch die bayerischen Minister, versuchten wochenlang vergeblich, den König zu einem Einlenken zu bewegen. Da schickte der preußische Botschafter Graf Werthern am 19. November 1870 ein Telegramm an Bismarck mit folgendem Wortlaut:

„Ganz Geheim. Der König von Bayern ist durch Bauten und Theater in große Geldverlegenheit geraten. Sechs Millionen Gulden würden ihm sehr angenehm sein, vorausgesetzt, dass die Minister nichts erfahren. Für diese Summe würde er sich auch zur Kaiserproklamation und Reise nach Versailles entschließen. Zweck der Reise des Grafen Holnstein ist, mit Ew. Exzellenz hierüber zu sprechen.“

Schon am 20. November 1870 telegrafierte Bismarck an den Leiter des Bundeskanzleramtes in Berlin, Delbrück: „Ich hoffe mit Bayern zum Abschluss zu kommen. Gelingt es, so scheint unzweifelhaft, dass Kaiserfrage von dort gebracht werden will.“

### Einigung mit Bayern und König Ludwig
Am 23. November 1870 hatte sich Bismarck mit den Vertretern der bayerischen Regierung über den Beitritt zum Deutschen Reich geeinigt, wobei Bismarck Bayern große Zugeständnisse machte (eigenes Post- und Fernmeldewesen, eigene Eisenbahnen und in Friedenszeiten ein eigenes Heer), und erklärte bewegt, als er von dieser Verhandlung zurückkehrte: „Nun wäre der bayrische Vertrag fertig und unterzeichnet. Die deutsche Einheit ist gemacht, und der Kaiser auch.“ Seine Mitarbeiter fanden den Vertrag unterzeichnet, mit zwei leeren Champagnerflaschen daneben.
Oberst-Stallmeister Graf Holnstein, Ludwigs Vertrauter und persönlicher Beauftragter, traf zwei Tage später am 25. November 1870 in Versailles ein, wo er sogleich von Bismarck empfangen wurde, ohne sich zuvor mit der bayerischen Verhandlungsdelegation in Verbindung zu setzen. Über den Verlauf des Gespräches ist nichts bekannt, nur das Ergebnis einer Einigung der Beteiligten. Am 26. November 1870 gab Bismarck dieses, wenn auch in etwas verfremdeter Form, seinen Mitarbeitern bekannt, als er in einem vertraulichen Vermerk, den er dem offiziellen Schreiben an den Leiter der Staatskanzlei Delbrück über die mit den bayerischen Regierungsvertretern am 23. November 1870 abgeschlossenen Verträge beifügte, anmerkte:
„Im Anschluss an mein heutiges Schreiben teile ich Ew. pp. noch vertraulich mit, dass ich auch die Kaiserfrage mit den bayrischen Herrn Ministern besprochen und ihre Bereitwilligkeit konstatiert habe, dieselbe durch Anregung Bayerns in Gang zu bringen. Nach ihren Andeutungen nehme ich an, dass ein Schreiben Seiner Majestät des Königs von Bayern an Seine Majestät den König, worin der Antrag gestellt wird, bereits unterwegs ist.“
Tatsächlich hatte er sich aber gerade erst mit Ludwigs Vertreter über dessen Geldforderungen geeinigt. Den angeblich erwarteten Brief, den späteren Kaiserbrief, formulierte er am 27. November 1870 vorsichtshalber selbst. Von seiner ursprünglichen Forderung, Ludwig müsse persönlich nach Versailles kommen, hatte er Abstand genommen. Den Entwurf des Kaiserbriefes gab er zusammen mit einem persönlichen Schreiben an Ludwig auf den Weg, das er mit überschwänglichen Dankesworten begann: „Allerdurchlauchtigster Großmächtigster König! Für die huldreichen Eröffnungen, welche mir Graf Holnstein nach Befehl Eurer Majestät gemacht hat, bitte ich Allerhöchstdieselben den ehrfurchtsvollen Ausdruck meines Dankes gnädig entgegennehmen zu wollen.“ Er kam dann auf den Kaiserbrief zu sprechen:

„Bezüglich der deutschen Kaiserfrage ist es nach meinem ehrfurchtsvollen Ermessen vor allem wichtig, dass deren Anregung von keiner anderen Seite wie von Eurer Majestät und namentlich nicht von der Volksvertretung zuerst ausgehe. Die Stellung würde gefälscht werden, wenn sie ihren Ursprung nicht in der freien und wohlerwogenen Initiative des mächtigsten der dem Bunde beitretenden Fürsten verdankte. Ich habe mir erlaubt, Holnstein den Entwurf einer etwa an meinen allergnädigsten König und, mit den nöthigen Aenderungen der Fassung, an die anderen Verbündeten zu richtenden Erklärung auf seinen Wunsch zu übergeben.“

Holnstein fuhr zusammen mit den bayerischen Staatsministern, die Bayern bei dem Abschluss des bayerischen Beitrittsvertrags vertreten hatten, im Zug zurück nach München und brachte ihnen dort Bismarcks Entwurf zur Kenntnis. Am 30. November 1870 traf Holnstein in Schloss Hohenschwangau, wo Ludwig weilte, mit diesem Brief ein und wurde vom König erst empfangen, als er mitteilen ließ, dass er um 18 Uhr wieder zurück nach Versailles reisen müsse. Er erklärte dem König dann, dass er in jedem Fall wieder nach Versailles fahren werde, sei es mit oder ohne Ergebnis, wobei dann aber damit zu rechnen sei, dass die vor Paris stehenden Truppen Wilhelm I. zum Imperator ausrufen würden.
Mit geringfügigen Änderungen schrieb Ludwig Bismarcks Entwurf ab und übergab ihn Holnstein, der ihn zur Siegelung nach München brachte. In einem Begleitbrief bat Ludwig seinen Kabinettsekretär, den Brief zu überprüfen und, sollte ihm ein anders gefasster Brief als angemessener erscheinen, „so zerschlägt sich die Sache und ich ermächtige Sie, den Brief an den König von Preußen zu zerreißen“. Der Kabinettsekretär indessen siegelte den Brief am 1. Dezember, und Holnstein traf schon am nächsten Tag wieder in Versailles ein, wo er den Brief Ludwigs Onkel, Prinz Luitpold von Bayern, der nach Ludwigs Entmündigung dessen Amt als Prinzregent übernehmen sollte (1886–1912), übergab.
Am 3. Dezember 1870 freute Bismarck sich in einem Telegramm an Botschafter Graf Werthern:

„Sagen Sie Graf Bray, Seine Majestät der König habe mit lebhaftem Dank aus den Händen seiner Königlichen Hoheit des Prinzen Luitpold das Schreiben seiner Majestät des Königs Ludwig vom 30.11. entgegengenommen und danke dem König Ludwig für die neue Bethätigung der vaterländischen Gesinnung seiner Majestät. Die am Reichstage befürchteten Schwierigkeiten wegen der Verträge werden, wie ich hoffe, damit überwunden sein.“

### Graf Holnstein

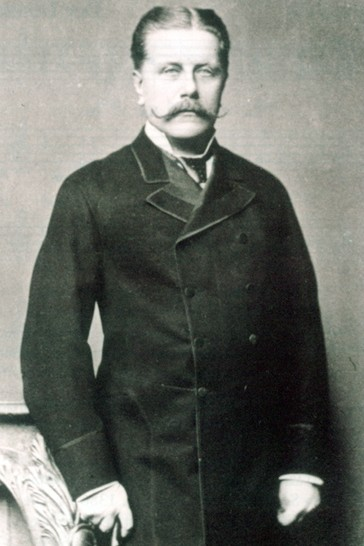
Graf Max von Holnstein

Graf Maximilian von Holnstein (1835–1895) kannte Ludwig bereits aus dessen Kindertagen. Er wurde 1866 von Ludwig von einer Festungshaft, die er wegen eines Ehrenduells verbüßte, begnadigt und zum Königlich-Bayerischen Oberststallmeister ernannt. Er stammte aus dem Hause Wittelsbach und hatte die gräfliche Herrschaft über Schwarzenfeld, Rauberweiherhaus, Thanstein und Pillmersried in der Oberpfalz inne. Er genoss Ludwigs vollstes Vertrauen, das er erst drei Jahre vor dessen Tod wegen seines Widerstands gegen des Königs Geldverschwendung verlor. Er betrieb Ludwigs Entmündigung und war als sein Vormund eingesetzt. Nach Ludwigs Tod blieb er bis 1892 Oberststallmeister des Prinzregenten Luitpold und zog sich dann auf sein Schloss in Schwarzenfeld zurück, wo er 1895 starb.
Holnstein war auch wirtschaftlich erfolgreich und gehörte unter anderem zu den Mitgründern der Bayerischen Vereinsbank. Bei der Abwicklung der Absprachen mit Bismarck spielte er die zentrale Rolle. Die Details der Abwicklung der zugesagten Zahlungen wurden mit ihm festgelegt und er erhielt für seine Dienste 10 % der an Ludwig fließenden Gelder. Seine Verdienste um die deutsche Einigung hat Bismarck gewürdigt: „Der Graf Holnstein hat sich durch die in einer schlaflosen Woche zurückgelegte doppelte Reise und durch die geschickte Durchführung seines Auftrages in Hohenschwangau ein erhebliches Verdienst um den formalen Abschluss unsrer nationalen Einigung durch Beseitigung der äußeren Hindernisse der Kaiserfrage erworben.“
Graf Werthern, dem preußischen Botschafter in München, empfahl Bismarck am 24. Dezember 1870 im Zusammenhang mit der als unsicher erscheinenden Ratifizierung der bayerischen Beitrittsverträge durch das bayerische Parlament, sich über die Stellung des Königs zu dieser Frage „auch mit dem Grafen Holnstein zu besprechen, welcher von den Absichten und Auffassungen des Königs am besten unterrichtet ist.“ Holnsteins Einfluss auf Ludwig muss in der Tat auffällig gewesen sein. Prinz Eulenberg-Hertefeld berichtete noch 1882 von einer Bemerkung: „Holnstein muss irgendeine wunderliche Sache des Königs wissen und diese als Waffe benutzen – der König liebt ihn nicht mehr und gehorcht ihm doch.“

## Abwicklung der Zahlungen an Ludwig
Die Angaben über die Höhe der von Preußen an Ludwig getätigten Zahlungen schwanken. Dies beruht auch darauf, dass das Deutsche Reich 1876 die Währung vereinheitlichte und in Preußen von Gulden auf Goldmark umstellte. Insgesamt scheint Ludwig etwas mehr als sechs Millionen Goldmark erhalten zu haben. Neben einer ersten großen Abschlagszahlung soll ihm die Garantie später erst einsetzender jährlicher Zahlungen gegeben worden sein. Die laufenden Zahlungen begannen 1873 in Höhe von anfänglich 300.000 Goldmark, die sich zum Ende bis 1885 erhöht haben sollen. Im Jahr 1884 erhielt Ludwig zudem eine Sonderzahlung über 1 Mio. Goldmark. Die Zahlungen wurden geheim unter Einschaltung Schweizer Banken abgewickelt und flossen in Ludwigs Privatvermögen.
Weder König Wilhelm noch das Parlament sollten von der Vereinbarung erfahren. Daher entnahm Bismarck die Beträge dem Welfenfonds, dem auf etwa 42 Millionen Gulden geschätzten privaten Vermögen des Königshauses von Hannover. Das Vermögen galt nach dem preußischen Sieg 1866 als beschlagnahmt, bis England die Annexion Hannovers durch Preußen anerkennen werde. Während dieser Zeit flossen die Erträge Preußen zu. Bismarck betrachtete den Welfenfonds als außerhalb der parlamentarischen Kontrolle stehend und benutzte seine Erträge als Reptilienfonds. Erst 1892 verfügte Kaiser Wilhelm II., dass die Erträge des Welfenfonds dem Chef des ehemaligen Königshauses Hannover zustehen sollten. Erst nach Ludwigs Tod (1886) und Bismarcks Rücktritt als Reichskanzler (1890) wurden die Zahlungen bekannt. Bismarck erklärte sie zu einem dem König von Bayern gewährten Darlehen, von dem er zu keiner Zeit angenommen habe, dass es zurückgezahlt werde.

## Bewertung

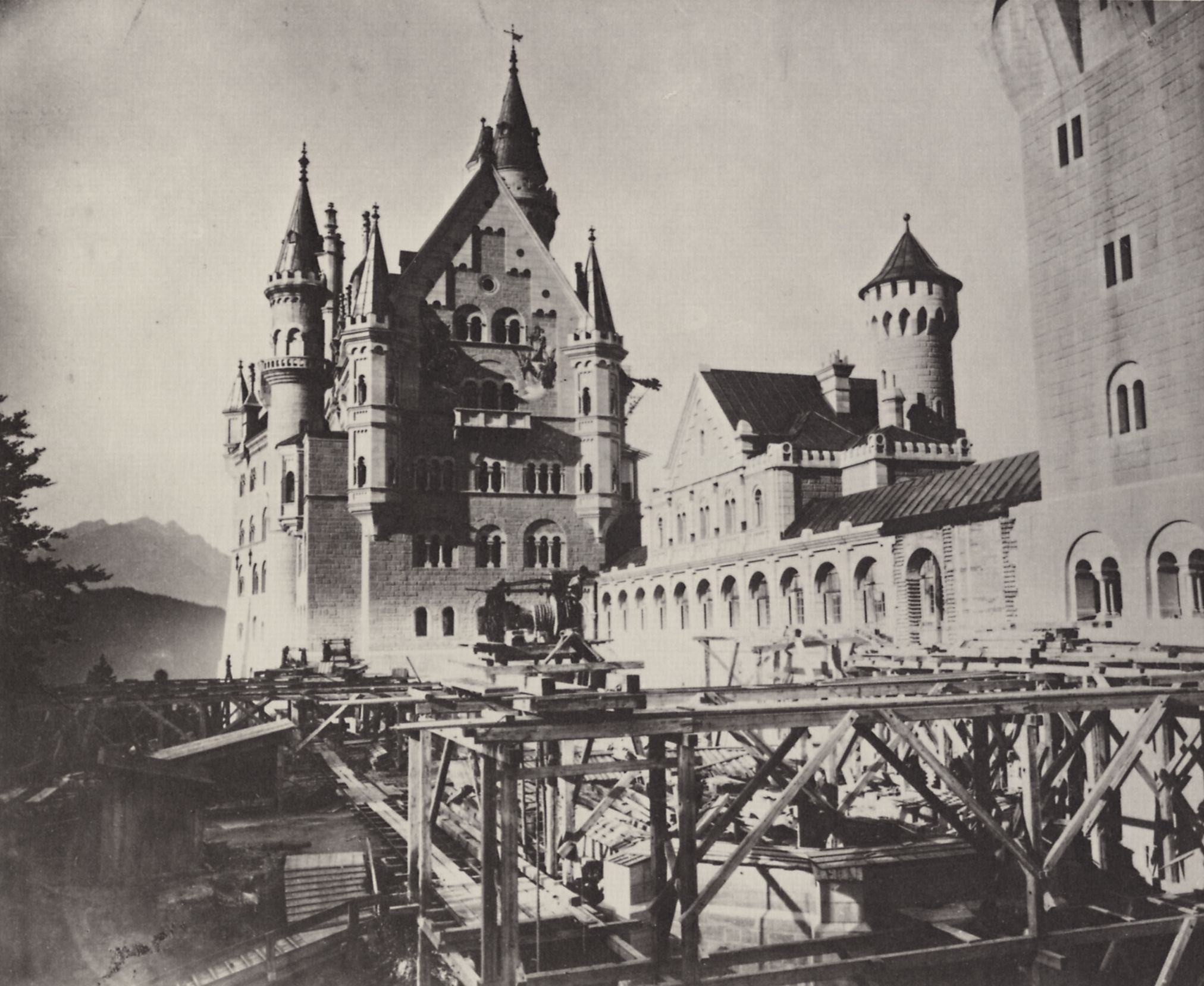
Neuschwanstein, Baustelle, 1886

Seitdem die Zahlungen und deren Umstände bekannt geworden waren, wird darüber gestritten, ob der Kaiserbrief auf Bestechung beruhte. Ludwigs Verhalten wurde damit verteidigt, dass es politischen Gepflogenheiten entspräche, bei der Aufgabe der Souveränität oder ihrer Beschränkung auch über Geldzahlungen zu verhandeln, wie häufig auch Zahlungen in Form von Apanagen oder sonstigen Dotationen an weichende Souveräne vereinbart würden. Hierbei sei Ludwig von seinen Ratgebern gewissermaßen verführt worden. Auch habe Bayern noch wenige Jahre zuvor Preußen 30 Millionen Gulden als Reparationen zahlen müssen. Dem wird entgegengehalten, dass zum Zeitpunkt des Telegramms von Graf Werthern die bayerische Regierung sich bereits zum Beitritt zum Norddeutschen Bund bereit erklärt habe und sich dabei mit ihrer Forderung auf Rückzahlung der Reparationen nicht habe durchsetzen können.
Ferner sei allen klar gewesen, dass das private Vermögen des Monarchen vom Staatsvermögen getrennt sei. Bei seiner Thronbesteigung hatte Ludwig II. sich offen und mit Freude zur Verfassung bekannt, die ihm frühere absolute Rechte am Staatsvermögen verweigerte – wenn er auch recht bald von einer Stärkung königlicher Macht träumte. Der König konnte jedenfalls kraft bayerischer Verfassung keineswegs mehr über die Staatseinnahmen verfügen. Dass Ludwig sich darüber im Klaren gewesen sein musste, wird durch die geheime und verschleierte Abwicklung der Geldzahlungen belegt.
Bismarck konnte die garantierten Geldzahlungen wiederum nur ratenweise erfüllen, weil größere Entnahmen aus dem Welfenfonds nicht nur aufgefallen wären, sondern auch dessen Bestand angegriffen hätten. Das hätte den Bedingungen der Beschlagnahme widersprochen. Jedenfalls war Bismarck ebenso um Geheimhaltung bemüht gewesen. Er hatte sich von Anbeginn auf das Versteckspiel, auch vor der bayerischen Regierung, eingelassen. Das belegt auch seine offizielle Ankündigung vom 26. November 1870 über Ludwigs Sinneswandel – nachdem er sich gerade insgeheim mit Holnstein geeinigt hatte – an den Chef des Bundeskanzleramts Delbrück. (Die bayerischen Minister hätten einen bereits auf den Weg nach Versailles gebrachten Brief Ludwigs entsprechenden Inhalts angedeutet).
Zwischen dem 19. November (Telegramm von Werthern) und dem 3. Dezember 1870 (Übergabe des Kaiserbriefs durch Prinz Luitpold) wurde noch über den Beitritt Bayerns zum deutschen Nationalstaat verhandelt. Teil der Verhandlungen waren die Festlegung der bayerischen Reservatrechte und der persönlichen Mitwirkung Ludwigs in der Kaiserfrage. Für Ludwig waren dies zusammengehörende Fragen.